# Сет-Іль
Сет-Іль (фр. Sept-Îles - у перекладі з французької - "Сім Островів") - місто у адміністративному регіоні Північний Берег провінції Квебек (Канада). Найпівнічніше з квебекських міст з більш-менш значним населенням. 
За переписом 2006 року населення становить 25 514 осіб 

## Клімат
Місто знаходиться у зоні, котра характеризується континентальним субарктичним кліматом. Найтепліший місяць — липень із середньою температурою 15.2 °C (59.4 °F). Найхолодніший місяць — січень, із середньою температурою -15.3 °С (4.4 °F).
| Клімат Сет-Іля          | Клімат Сет-Іля | Клімат Сет-Іля | Клімат Сет-Іля | Клімат Сет-Іля | Клімат Сет-Іля | Клімат Сет-Іля | Клімат Сет-Іля | Клімат Сет-Іля | Клімат Сет-Іля | Клімат Сет-Іля | Клімат Сет-Іля | Клімат Сет-Іля | Клімат Сет-Іля |
| Показник                | Січ.           | Лют.           | Бер.           | Квіт.          | Трав.          | Черв.          | Лип.           | Серп.          | Вер.           | Жовт.          | Лист.          | Груд.          | Рік            |
| Абсолютний максимум, °C | 10             | 10,6           | 11,8           | 19,2           | 28,3           | 32,2           | 32,2           | 31,1           | 29,4           | 22,2           | 16,9           | 9,4            | 32,2           |
| Середній максимум, °C   | −9,8           | −7,9           | −1,9           | 4              | 10,7           | 16,5           | 19,5           | 19,1           | 14,2           | 7,8            | 1              | −5,8           | 5,6            |
| Середня температура, °C | −15,3          | −13,6          | −6,8           | 0,2            | 6,2            | 11,8           | 15,2           | 14,4           | 9,8            | 3,7            | −2,9           | −10,5          | 1              |
| Середній мінімум, °C    | −20,8          | −19,3          | −11,7          | −3,7           | 1,7            | 7              | 10,8           | 9,8            | 5,3            | −0,4           | −6,7           | −15,3          | −3,6           |
| Абсолютний мінімум, °C  | −43,3          | −38,3          | −31,7          | −26,4          | −11,7          | −2,8           | 1,7            | −0,6           | −6,5           | −12,8          | −28,9          | −36,5          | −43,3          |
| Норма опадів, мм        | 81.7           | 68.6           | 81.3           | 92.1           | 86.9           | 99.1           | 104.4          | 84.4           | 108.7          | 104.1          | 109.2          | 99.4           | 1119.9         |
| Днів з опадами          | 16,2           | 12,4           | 13,5           | 12,8           | 13,9           | 14             | 15,9           | 14             | 14,3           | 15,2           | 14,1           | 16,4           | 172,8          |
| Днів з дощем            | 1,4            | 1,6            | 3,9            | 7,8            | 13,2           | 13,6           | 16,4           | 14,1           | 13,8           | 14,4           | 8,3            | 2,7            | 111            |
| Днів зі снігом          | 15,9           | 11,8           | 12,2           | 7,7            | 1,7            | 0              | 0              | 0              | 0,1            | 2,9            | 9,8            | 15,7           | 77,7           |
| Вологість повітря, %    | 87             | 85             | 79             | 77             | 74             | 73             | 77             | 77             | 80             | 80             | 81             | 86             | 80             |
| ----------------------- | -------------- | -------------- | -------------- | -------------- | -------------- | -------------- | -------------- | -------------- | -------------- | -------------- | -------------- | -------------- | -------------- |
| Джерело: Weatherbase    |                |                |                |                |                |                |                |                |                |                |                |                |                |